# Masoretische Tekst
De Masoretische Tekst (MT) is de vroeg-Middeleeuwse Hebreeuwse tekst van de joodse Bijbel (Tenach). Het omvat niet alleen de boeken van de joodse canon, maar is ook de letterlijke tekst van die boeken, inclusief vocalisatie en accentueringen ten behoeve van zowel voorlezing in het openbaar als voor persoonlijke studie. De MT werd en wordt ook veel gebruikt als grondtekst voor vertalingen van het Oude Testament in protestantse Bijbels (en sinds enkele decennia ook voor rooms-katholieke Bijbels)

## Masoreten
De Masoretische Tekst werd tussen de zevende en tiende eeuw voornamelijk overgeschreven, bewerkt en verspreid door een groep joden bekend onder de naam Masoreten, woonachtig in Palestina en Irak. Hoewel de medeklinkers weinig verschillen van de algemeen aanvaarde tekst uit het begin van de tweede eeuw (en ook weinig verschillen van sommige nog oudere teksten onder de Dode-Zeerollen), zijn er talrijke verschillen (sommige belangrijk, andere onbeduidend) met vierde-eeuwse manuscripten van de Septuagint, een Griekse vertaling uit de derde en tweede eeuw v.Chr. van oudere Hebreeuwse teksten. De Septuagint werd veel gebruikt in Egypte en Palestina en wordt vaak aangehaald in het Nieuwe Testament.
Het Hebreeuwse woord mesorah (מסורה, of מסורת) verwijst naar de overdracht van een traditie. In bredere zin kan het verwijzen naar de hele keten van Joodse tradities, inclusief mondeling overgeleverde wetten, maar in het kader van de Masoretische Tekst heeft het een specifieke betekenis: de klinkertekens (nikud), accenten en beknopte notities (doorgaans met betrekking tot de precieze spelling) in de marge van manuscripten (en later drukwerk).

## Handschriften
De oudst bekende nog overgebleven manuscripten met grote stukken van de Masoretische Tekst dateren uit ongeveer de negende eeuw (Codex Aleppo; Damascus Keter). Een zevende-eeuws fragment met onder meer het Lied van de Zee (Exodus 13:19-16:1) is een van de weinige overgebleven teksten uit de "stille periode" van Hebreeuwse Bijbelteksten tussen de Dode-Zeerollen en de codex Aleppo. De oudste kopie van de Masoretische Tekst is een enkel manuscript uit de tiende eeuw, waarvan helaas een derde zoek is. De gedrukte uitgave van de Masoretische tekst, de Biblia Hebraica van het Duitse Bijbelgenootschap volgt de Codex Leningradensis, die ongeveer tachtig jaar jonger is.

## Archaïsch
Met de vondst van de Dode Zee-rollen kwamen Bijbelse handschriften ter beschikking die meer dan 1000 jaar ouder waren. De masoretische tekst blijkt bij vergelijking hiermee zeer betrouwbaar overgeleverd te zijn en is dus archaïsch. Onder de Dode Zee-rollen bleek echter ook een ander teksttype aanwezig, dat verwant is met onder meer de Septuagint, die dus geen vertaling is van de Masoretische tekst, maar eveneens oude papieren heeft.